# Matteo Renzi
Matteo Renzi (Firenca, 11. siječnja 1975.), talijanski poslovni čovjek i bivši predsjednik talijanske vlade.